# Promozione Campania-Molise 1976-1977
Nella stagione 1976-1977 la Promozione era il quinto livello del calcio italiano (il massimo livello regionale). Qui vi sono le statistiche relative al campionato in Campania e in Molise.
Il campionato è strutturato in vari gironi all'italiana su base regionale, gestiti dai Comitati Regionali di competenza. Promozioni alla categoria superiore e retrocessioni in quella inferiore non erano sempre omogenee; erano quantificate all'inizio del campionato dal Comitato Regionale secondo le direttive stabilite dalla Lega Nazionale Dilettanti, ma flessibili, in relazione al numero delle società retrocesse dal Campionato Interregionale e perciò, a seconda delle varie situazioni regionali, la fine del campionato poteva avere degli spareggi sia di promozione che di retrocessione.

## Girone A

### Squadre partecipanti
| Club                   | Città (provincia)       | Stadio | Stagione precedente |
| ---------------------- | ----------------------- | ------ | ------------------- |
| S.S. Aesernia Calcio   | Isernia                 |        |                     |
| U.S. Arzanese          | Arzano (NA)             |        |                     |
| A.P. Forio             | Forio (NA)              |        |                     |
| A.S. Living Posillipo  | Napoli                  |        |                     |
| A.S. Mariglianese      | Marigliano (NA)         |        |                     |
| Pol. Mondragonese      | Mondragone (CE)         |        |                     |
| A.C. Montesarchio      | Montesarchio (BN)       |        |                     |
| U.S. Nuova Vomero      | Napoli                  |        |                     |
| S.S. Petacciatese      | Petacciato (CB)         |        |                     |
| A.S. Portico           | Portico di Caserta (CE) |        |                     |
| A.S. Sanità            | Napoli                  |        |                     |
| A.S. Secondigliano     | Napoli                  |        |                     |
| U.S. Sessana           | Sessa Aurunca (CE)      |        |                     |
| U.P. Sibilla Bacoli    | Bacoli (NA)             |        |                     |
| U.S. Succivo           | Succivo (CE)            |        |                     |
| S.S. Virtus Afragolese | Afragola (NA)           |        |                     |
| S.S. Virtus Bagnolese  | Napoli                  |        |                     |

### Classifica finale
|  | Pos. | Squadra           | Pt       | G  | V | N | P | GF | GS | DR |
|  | ---- | ----------------- | -------- | -- | - | - | - | -- | -- | -- |
|  | 1.   | Living Posillipo  | 45       | 30 |   |   |   |    |    |    |
|  | 2.   | Aesernia          | 43       | 30 |   |   |   |    |    |    |
|  | 3.   | Secondigliano     | 43       | 30 |   |   |   |    |    |    |
|  | 4.   | Sanità            | 41       | 30 |   |   |   |    |    |    |
|  | 5.   | Virtus Afragolese | 40       | 30 |   |   |   |    |    |    |
|  | 6.   | Nuova Vomero      | 32       | 30 |   |   |   |    |    |    |
|  | 7.   | Arzanese          | 31       | 30 |   |   |   |    |    |    |
|  | 8.   | Portico           | 29       | 30 |   |   |   |    |    |    |
|  | 9.   | Succivo           | 29       | 30 |   |   |   |    |    |    |
|  | 10.  | Virtus Bagnolese  | 29       | 30 |   |   |   |    |    |    |
|  | 11.  | Sibilla Bacoli    | 25       | 30 |   |   |   |    |    |    |
|  | 12.  | Forio             | 23       | 30 |   |   |   |    |    |    |
|  | 13.  | Montesarchio      | 23       | 30 |   |   |   |    |    |    |
|  | 14.  | Mondragonese      | 18       | 30 |   |   |   |    |    |    |
|  | 15.  | Petacciatese      | 18       | 30 |   |   |   |    |    |    |
|  | 16.  | Mariglianese      | 11       | 30 |   |   |   |    |    |    |
|  | ---  | Sessana           | Ritirata |    |   |   |   |    |    | 0  |

## Girone B

### Squadre partecipanti
| Club                        | Città (provincia)           | Stadio | Stagione precedente |
| --------------------------- | --------------------------- | ------ | ------------------- |
| U.S. Agropoli               | Agropoli (SA)               |        |                     |
| Alba Calcio Ponticelli      | Napoli                      |        |                     |
| U.S. Battipagliese          | Battipaglia (SA)            |        |                     |
| A.C. Boschese               | Boscoreale (NA)             |        |                     |
| S.S.C. Colombo Olimpic      | Napoli                      |        |                     |
| A.C. Ebolitana              | Eboli (SA)                  |        |                     |
| S.S. El Gragnano            | Gragnano (NA)               |        |                     |
| S.S. Ercolanese             | Ercolano (NA)               |        |                     |
| Pol. Gelbison               | Vallo della Lucania (SA)    |        |                     |
| U.S. Irpinia                | Mercogliano (AV)            |        |                     |
| S.S. Portici                | Portici (NA)                |        |                     |
| G.S. Rin. Sangiovannese     | Napoli                      |        |                     |
| S.C. Sangiuseppese          | San Giuseppe Vesuviano (NA) |        |                     |
| Pol. Sapri Golfo Policastro | Sapri (SA)                  |        |                     |
| S.C. Sarnese                | Sarno (SA)                  |        |                     |
| A.C. Vietriraito            | Vietri sul Mare (SA)        |        |                     |

### Classifica finale
|  | Pos. | Squadra                | Pt | G  | V | N | P | GF | GS | DR |
|  | ---- | ---------------------- | -- | -- | - | - | - | -- | -- | -- |
|  | 1.   | Irpinia                | 47 | 30 |   |   |   |    |    |    |
|  | 2.   | Colombo Olimpic        | 43 | 30 |   |   |   |    |    |    |
|  | 3.   | Sangiuseppese          | 35 | 30 |   |   |   |    |    |    |
|  | 4.   | Portici                | 33 | 30 |   |   |   |    |    |    |
|  | 5.   | Sarnese                | 32 | 30 |   |   |   |    |    |    |
|  | 6.   | Ercolanese             | 32 | 30 |   |   |   |    |    |    |
|  | 7.   | Ebolitana              | 31 | 30 |   |   |   |    |    |    |
|  | 8.   | Battipagliese          | 27 | 30 |   |   |   |    |    |    |
|  | 9.   | El Gragnano            | 26 | 30 |   |   |   |    |    |    |
|  | 10.  | Boschese               | 26 | 30 |   |   |   |    |    |    |
|  | 11.  | Sapri Golfo Policastro | 25 | 30 |   |   |   |    |    |    |
|  | 12.  | Agropoli               | 25 | 30 |   |   |   |    |    |    |
|  | 13.  | Vietriraito            | 25 | 30 |   |   |   |    |    |    |
|  | 14.  | Rin. Sangiovannese     | 24 | 30 |   |   |   |    |    |    |
|  | 15.  | Gelbison               | 24 | 30 |   |   |   |    |    |    |
|  | 16.  | Alba Calcio Ponticelli | 22 | 30 |   |   |   |    |    |    |